# Castell de Cabres
Castell de Cabres è un comune spagnolo situato nella comunità autonoma Valenciana.